# Quận Webster, Kentucky
Quận Webster là một quận thuộc tiểu bang Kentucky, Hoa Kỳ.
Quận này được đặt tên theo. Quận được lập năm 1860 từ một số khu vực của các quận Henderson, Hopkins, và Union. Theo điều tra dân số của Cục điều tra dân số Hoa Kỳ năm 2000, quận có dân số 14.120 người. Quận lỵ đóng ở Dixon6.

## Địa lý
Theo Cục điều tra dân số Hoa Kỳ, quận có diện tích km2, trong đó có km2 là diện tích mặt nước.